# The Blue Comet
"The Blue Comet" je 85. epizoda HBO-ove televizijske serije Obitelj Soprano. To je osma epizoda druge polovice šeste sezone, odnosno 20. ukupno u šestoj sezoni serije. Napisali su je David Chase i Matthew Weiner, režirao Alan Taylor, a originalno je emitirana 3. lipnja 2007.

## Radnja
Silvio posjećuje Burta Gervasija u njegovu domu i ubije ga zadavivši ga. U Brooklynu, Phil Leotardo zasjeda s Albiejem Cianfloneom i Butchom DeConcinijem. Kaže im kako je donio odluku o eliminiranju obitelji DiMeo: "Obezglavimo i poslujemo s onim što je ostalo." Butch i Albie isprva su skeptični, ali kasnije pristaju i počnu izvršavati Philov plan, naredivši ubojstva Tonyja, Silvia i Bobbyja Baccalierija. Tonyja u Satriale'su posjećuje agent FBI-a Dwight Harris, koji mu oda informaciju koju je dobio od doušnika o Philovom planu. Tony, Silvio i Bobby sastaju se u stražnjoj sobi Bada Binga. Silvio obavještava Tonyja da je ubio Burta Gervasija i da mnoge članove obitelji DiMeo snažno pritišće New York. Trojica zatim odlaze u Nuovo Vesuvio, a Tony konačno donosi odluku o Philovu ubojstvu, uz pomoć talijanskih ubojica koje je angažirao i prije.
Na večeri sa svojim prijateljima i kolegama, dr. Jennifer Melfi saznaje za studiju koja tvrdi da sociopati iskorištavaju psihoterapiju kako bi postali bolji kriminalci. Melfin psihijatar dr. Elliot Kupferberg na zabavi otkriva i kako ona liječi Tonyja Soprana, uzrujavši Melfi. Ona kasnije čita studiju i na sljedećem sastanku okončava profesionalni odnos s Tonyjem.
Paulie i Patsy Parisi dogovaraju Philovo ubojstvo, koristeći Corkyja Caporalea da stupi u kontakt s talijanskim ubojicama. Ubojice pogriješe i ubiju Philovu ukrajinsku ljubavnicu i njezina oca, zamijenivši ga za Phila. Tony i Carmela večeraju u Nuovo Vesuviu, gdje se ponašaju raspoloženo pred Charmaine i Artiejem Buccom. Janice posjećuje Tonyja u njegovoj kući i pokuša ga nagovoriti da plati Juniorove smještajne troškove, ali Tony odbije. Tonyja kasnije posjećuje Silvio i kaže mu kako je Philova likvidacija propala. 
Dok se nalazio u trgovini modelima vlakova u Lynbrooku u New Yorku, Bobbyja presretnu dvojica vojnika obitelji Lupertazzi, koji ga ubiju hicima u prsa. Patsyja i Silvia na parkiralištu Bada Binga presretnu dvojica članova obitelji Lupertazzi, a Silvio biva dvaput pogođen, dok Patsy pobjegne u šumu. Paulie kasnije kaže Tonyju da je Silvio u komi. Tony obavještava Carmelu i A.J.-a o tim događajima, rekavši im da će ih smjestiti na tajnu lokaciju. Carmela i Meadow posjećuju Janice, koja je u šoku. Tony i njegovi najbliži suradnici odlaze u sigurnu kuću, gdje privremeno odsjedaju. Tony odlazi na spavanje s puškom koju mu je Bobby poklonio za rođendan.

## Glavni glumci
- James Gandolfini kao Tony Soprano
- Lorraine Bracco kao dr. Jennifer Melfi
- Edie Falco kao Carmela Soprano
- Michael Imperioli kao Christopher Moltisanti *
- Dominic Chianese kao Corrado Soprano, Jr. *
- Steven Van Zandt kao Silvio Dante
- Tony Sirico kao Paulie Gualtieri
- Robert Iler kao A.J. Soprano
- Jamie-Lynn Sigler kao Meadow Soprano
- Aida Turturro kao Janice Soprano
- Steve Schirripa kao Bobby Baccalieri
- Frank Vincent kao Phil Leotardo
- John Ventimiglia kao Artie Bucco
- Kathrine Narducci kao Charmaine Bucco
- Sharon Angela kao Rosalie Aprile
- Dan Grimaldi kao Patsy Parisi
- Arthur Nascarella kao Carlo Gervasi

* samo potpis

### Gostujući glumci
| - Rick Aiello kao Ray-Ray D'Abaldo - Greg Antonacci kao Butch DeConcini - Susan Aston kao Evelyn - Edoardo Ballerini kao Corky Caporale - Peter Benedek kao Ken - Peter Bogdanovich kao dr. Elliot Kupferberg - Davidé Borella kao Roberto - Peter Bucossi kao Petey B. - John Cenatiempo kao Anthony Maffei - Dominic Chianese Jr. kao Dominic - John 'Cha Cha' Ciarcia kao Albie Cianflone - Ian Colletti kao dječak - Miryam Coppersmith kao Sophia Baccalieri - Michael Drayer kao Jason Parisi - Carlo Giuliano kao Italo - Henry Glovinsky kao Derek - Adam Heller kao Arnold Bellows - Frank John Hughes kao Walden Belfiore - Shannon Koob kao Joyce - Mimi Lieber kao Stacey Bellows | - John Mainieri kao Ira Shortz - Eric Mangini kao on sam - Julie Mangini kao ona sama - Jeffrey M. Marchetti kao Peter LaRosa - Angelo Massagli kao Bobby Baccalieri Jr. - Merissa Morin kao Isabel - Artie Pasquale kao Burt Gervasi - Joseph Perrino kao Jason Gervasi - Lauren Potter kao plesačica - Avery Elaine Pulcher kao Domenica Baccalieri - Emily Ruth Pulcher kao Domenica Baccalieri - Anthony J. Ribustello kao Dante Greco - Matt Servitto kao agent Dwight Harris - Aleks Shaklin kao Yarynin otac - Matilda Szydagis kao Yaryna - Jeff Talbott kao otac - Connie Teng kao Yaolin - Lenny Venito kao James 'Murmur' Zancone - Emily Wickersham kao Rhiannon Flammer |

## Umrli
- Burt Gervasi: ubio ga je Silvio Dante zbog pomaganja obitelji Lupertazzi stvaranjem bunta protiv Tonyja.
- Bobby Baccalieri: ustrijelila ga i ubila dvojica vojnika Lupertazzijevih.
- Yaryna: ustrijelio ju je talijanski ubojica.
- Yarynin otac: ustrijelio ga je talijanski ubojica koji ga je zamijenio za Phila Leotarda.

## Naslovna referenca
- Blue Comet je bio putnički vlak koji je vozio između Atlantic Cityja i Jersey Cityja od 1929. do 1941. Bobby kupuje model Blue Cometa kad biva ubijen.
- "Blue Comet" ("Plavi komet") proročanstvo je indijanskog plemena Hopi koje kaže kako će se na nebu vidjeti plavi komet koji će predstavljati posljednje upozorenje za čovječanstvo.

## Reference na druge medije
- Dr. Melfi čita studiju The Criminal Personality dr. Samuela Yochelsona i dr. Stantona Samenowa. Dr. Samenow je gledao ovu epizodu nakon što je obavješten kako se u njoj pojavila njegova studija. Prije nije gledao seriju. U intervjuu je izjavio kako se nije složio s interpretacijom dr. Kupferberga i s načinom na koji je dr. Melfi okončala svoju profesionalnu vezu s Tonyjem.[1] Drugi su psihoanalitičari izjavili kako su slično reagirali na epizodu.[2]
- U zajedničkoj sobi A.J. gleda epizodu Metalocalypsea.

## Glazba
- Tijekom odjavne špice svira instrumentalna skladba "Running Wild" Tindersticksa.
- "When the Music's Over" The Doorsa svira u sceni u Bada Bingu.
- Tony i Silvio se počnu usporeno boksati jer u restoranu svira "Cavalleria Rusticana intermezzo" Pietra Mascagnija (iz Razjarenog bika).

## Prijem

### Gledanost
Prema Nielsenovoj tehnici mjerenja gledanosti, "The Blue Comet" je 3. lipnja 2007. privukao oko osam milijuna američkih gledatelja. Bila je to druga najgledanija epizoda druge polovice šeste sezone; Završnica serije, emitirana tjedan dana kasnije, privukla je 11,9 milijuna gledatelja.

### Recenzije
"The Blue Comet" je zaradila vrlo pozitivne recenzije. Maureen Ryan iz Chicago Tribunea napisala je, "Pretposljednja epizoda zasigurno je bila klasik", te je pohvalila zbog njezina napetog pripovijedanja.
Matt Roush iz TV Guidea ocijenio je epizodu pozitivno, napisavši: "Bio je to senzacionalan način da nas pripremi za nedjeljnu završnicu serije."
Brian Tallerico s UGO-a nazvao je epizodu "ekstatičnom" i "intenzivnom" te je ocijenio s "A".
Tom Biro s televizijskog bloga TV Squad bio je impresioniran epizodom zbog "načina na koji počinju zatvarati vrata života nekih ljudi, te impliciraju tko će tu biti do kraja, a tko ne" te je nagradio s najvišom ocjenom, "7".
Alan Sepinwall iz The Star Ledgera nazvao je "The Blue Comet" "izvrsnom, jezivom, napetom epizodom".
Heather Havrilesky sa Salon.com napisala je, "Nema tužne glazbe, nema usporenih snimki, nema tužnog sprovoda, nema vremena za sućut. Kad se ciklus krvoprolića konačno zakotrljao tijekom sinoćnje pretposljednje epizode Obitelji Soprano, slegla se stravična jeza".
Lisa Schwarzbaum iz Entertainment Weeklyja napisala je: "Svaki trenutak u ovoj krvavoj, mecima izrešetanoj predzadnjoj epizodi govori o regularnim, starim obiteljskim odnosima koji su krenuli u krivom smjeru, u nepovratnost. [...] U posljednjim satima ove epske drame, svaki detalj sjaji gorkim značenjem".
Brian Zoromski s IGN-a ocijenio je epizodu s 9,1 od 10, napisavši: "Sveukupno, 'The Blue Comet' je odlična, ponekad šokantna predigra za završnicu serije."
Od svoje premijere, "The Blue Comet" i obožavatelji i kritičari navode kao jednu od najboljih epizoda serije.

### Nagrade
Lorraine Bracco je 2007. nominirana za Emmy u kategoriji najbolje sporedne glumice u dramskoj seriji za svoju izvedbu u "The Blue Comet", ali je izgubila od Katherine Heigl iz Uvoda u anatomiju. Bracco je prethodno za ulogu dr. Melfi bila tri puta nominirana u kategoriji najbolje glavne glumice u dramskoj seriji.
Mikseri zvuka Mathew Price, Kevin Burns i Todd Orr 2008. su nominirani za Cinema Audio Society Award u kategoriji najboljeg miksanja zvuka na televiziji.

## Vanjske poveznice
- "The Blue Comet" u internetskoj bazi filmova IMDb-a